# Comté d'Arques
Pour les articles homonymes, voir Arques.
Le comté d’Arques est une ancienne subdivision féodale du duché de Normandie, située dans sa partie nord-est. Il doit son nom à sa principale forteresse : le château d'Arques, élevé au cours du XIe siècle.
Dans les années 1030-1040, au temps de la minorité de Guillaume le Bâtard, cette vicomté, dont un des titulaires le plus importants était Gosselin d'Arques, fut donnée à Guillaume d'Arques, fils illégitime du duc Richard II de Normandie, frère de Mauger de Rouen. Au passage, elle fut augmentée de la partie normande du pagus de Talou. 
Guillaume, le comte d'Arques, fit bâtir vers 1037 un puissant château à Arques. Mais, se révoltant contre le jeune duc, son neveu, ce dernier dut conquérir le château une première fois en 1052, puis de nouveau en 1054. Guillaume le Bâtard retira ses fiefs au comte d'Arques, qui s'exila . 
À partir de cette date, le comté d'Arques fut réuni au domaine ducal de Normandie. Il fut de nouveau administré pour le duc par des vicomtes, il redevint la vicomté d'Arques.
La vicomté d’Arques correspondait depuis le XVIe siècle à une élection d'Arques (circonscription financière), subdivision fiscale de la généralité de Rouen. Comme toutes les vicomtés de Normandie, elle fut supprimée avec la charge de vicomte en [Quoi ?].
L'une des mesures de capacité utilisées en Normandie et dans le Nord de la France jusqu’à la Révolution, le pot d’Arques (correspondant à 1,829 litre), vient de la vicomté d’Arques, dont le vicomte avait la charge des poids et mesures de Normandie.